# Johan Wallin (målare)
Johan Wallin (Wahlin), född 6 februari 1729 i Eggby socken, Skaraborgs län, död 3 april 1814 i Skara, Skaraborgs län, var en svensk målarmästare och kyrkomålare.
Han var son till skogvaktaren Olof Wallin och Christina Warnberg och gift med Gertrud Helena Westenia samt bror till Fredrik Wallin. Han arbetade för målaren Sven Kinnander i Skara 1749 och blev mästare under Göteborgs Målareämbete 1751. Som mästare bosatte han sig i Skara där han blev en ofta anlitad kyrkomålare. Det som kännetecknar hans måleri är att det är uttrycksfullt med väl genomförda figurscener och ornament. Tillsammans med sin bror ingick han i det som eftervärlden och Hanna Hegardt har namngivit som Vartoftaskolan. Av handlingar framgår det att Wallin utförde dekorationsmålningar i Eggby kyrka 1751, Vårkumla kyrka 1753, Kinneveds kyrka 1753, Vilske-Kleva kyrka 1754–1755, takmålningar i Västra Tunhems kyrka 1754–1755, dekorationsmålningar i Lerdala kyrka 1756, takmålning och altartavla till Bärebergs kyrka 1764, takmålningar i Essunga kyrka 1764, altartavla för Lekåsa kyrka 1768, takmålningar i Timmersdala kyrka 1774 samt målning av predikstol och altartavla i Skånings-Åsaka kyrka 1783.